# Jonbytare

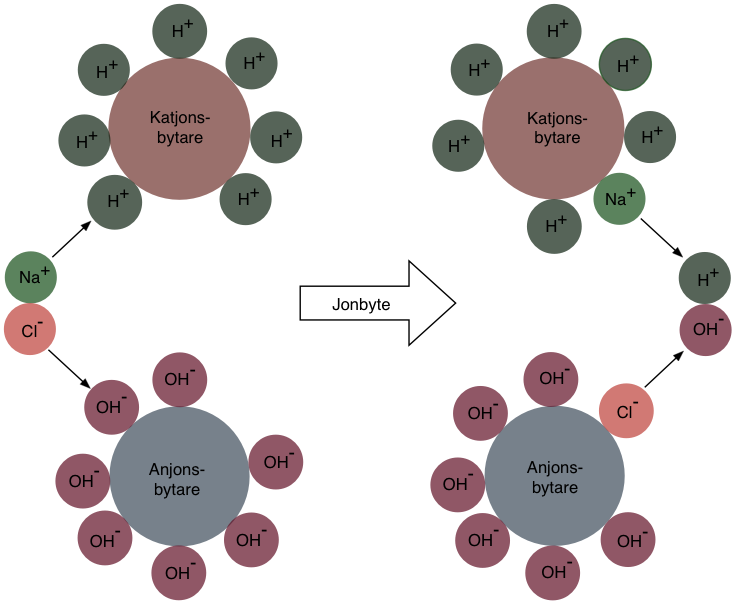
Jonbyte

Jonbyte är ett utbyte av joner mellan två elektrolyter eller mellan en jonlösning och ett komplex. Termen används främst för att benämna processer inom rening, separation och sanering av akvatiska och andra joninnehållande lösningar med fasta polymera eller mineraliska jonbytare. Typisk jonbytare är jonbytesresiner (olösligt, poröst polymersubstrat), zeoliter (kristallina aluminiumsilikater), montmorillonit (en typ av phyllosilikater), lerpartiklar och humus. Jonbytare är antingen katjonbytare som byter positivt laddade joner (katjoner) eller anjonbytare som byter negativt laddade joner (anjoner).
Det finns även amfotera (kan agera både som en syra och en bas) jonbytare som har möjlighet att byta både katjoner och anjoner samtidigt. De simultana bytena av kat- och anjoner sker dock mer effektivt i en blandning av kat- och anjonbytesresiner, eller genom att låta lösning passera genom flera olika jonbytarmaterial. Tillsammans med absorption och adsorption utgör jonbyte en form av sorption.
Jonbyte är en reversibel process och jonbytaren kan återställas, det vill säga laddas upp med önskvärda joner genom att sköljas i ett överflöd av dessa joner.

## Jonbytare
Jonbytare består av ett partikelkomplex där laddade grupper ingår, alternativt är bundna till partikeln. Jonbytaren är oftast utformad som sfäriska partiklar av varierande storlek, t.ex. resin. För att partikelkomplexet ska uppnå elektrisk neutralitet binder grupperna till joner som kan bytas ut genom jonbyte. Jonbyte kan ske då en lösning innehållande andra joner passerar jonbytaren och joner från lösningen ersätter joner bundna till jonbytaren. Jonbytarna beskrivs som katjonsbytare eller anjonsbytare beroende på om de joner som binder till jonbytaren utgörs av positiva joner, katjoner, eller negativa joner, anjoner.
Vissa typer av mineral, framförallt silikatmineral (t.ex. zeoliter), är naturliga jonbytare. Silikatmineral är katjonsbytare. Jonbytare kan ha bindningspreferenser för särskilda joner, beroende på deras kemiska egenskaper såsom dess storlek, laddning och struktur.
Exempel på joner som kan binda till jonbytare:
- H+  och OH-
- Monoatomära enkelladdade joner som Na+, K+ och Cl-
- Monoatomära dubbelladdade joner som Ca2+ och Mg2+
- Polyatomära oorganiska joner som SO42- och PO43-
- Organiska baser, vanligtvis molekyler med aminogrupp som funktionell grupp (-NH+)
- Organiska syror, vanligtvis molekyler med karboxylsyra som funktionell grupp (-COO-)
- Biomolekyler som kan joniseras: aminosyror, peptider, proteiner etc

### Lågmolekylära jonbytare
Jonbyte av lågmolekylära joner vid biokemiska laboratorierändamål, exempelvis industriella processer eller oorganiska analyser,  används  jonbytare av typ resin t.ex. polystyren. Resinerna kan fungera som katjonbytare genom att substituera exempelvis sulfonsyregrupper (SO3H) eller som anjonsbytare genom att substituera kvartära aminogrupper. Resin är jonbytare med hög kapacitet samt hög mekanisk och kemisk stabilitet utgör därför lämpliga jonbytare för vattenrening och industriella processer.

### Högmolekylära jonbytare
Vid jonbyte med makromolekyler, exempelvis proteiner, peptider polysackarider och nukleinsyror, bör jonbytaren vara hydrofil för att kontrollera hur makromolekylerna binder till jonbytaren och undvika ospecifik bindning, t.ex. hydrofob interaktion. Hydrofila anjonbytare är exempelvis cellulosa, dextran eller agaros som innehåller negativt laddade sulfoetylgrupper och karboxymetylgrupper. Jonbytare med sulfoetylgrupper är starka jonbytare vilket innebär att de är oberoende omgivande lösnings pH-värden. Jonbytare med karboxymetylgrupper blir neurala vid höga pH-värden. Positiva grupper på hydrofila jonbytare är vanligtvis dietylaminoetyl (DEAE) och trietyl-aminoetyl (QAE). Jonbytare med DEAE-grupper är svaga anjonsbytare medan jonbytare med QAE-grupper är starka anjonsbytare med laddning oberoende av omgivande lösnings pH-värde. Hydrofila jonbytare är mekanisk och kemisk mindre stabila än jonbytare av typ resin som är avsedda för biokemiska laboratorieändamål.

## Tillämpningar
Jonbyte är användbart inom flera områden som till exempel inom livsmedelsindustrin, läkemedelsindustrin, framställning av metaller och kemikalier, dricksvattenberedning, avhärdning av vatten (för att reducera vattnets hårdhet), kärnkraft och andra energikällor samt i halvledare. En vanlig tillämpning av jonbyte är vid beredningen av högrent vatten till kraftverk. Polymerer, som jonbytare, används mycket inom dricksvattenberedning.
Jonbyte är en väl använd metod för att avhärda vatten, både i hushåll som i tvättmedel och dricksvattenfilter och inom dricksvattenberedning. Det mjukare vattnet fås genom att ersätta kalcium- och magnesiumjoner med natrium- eller vätejoner i en jonbytarkolonn. Jonbyte kan användas för avsaltning av vatten. Tekniken bygger på att  anjoner och katjoner i saltvatten byts ut mot karbonatjoner och kalciumjoner genom elektrofores. Kalcium och karbonatjoner bildar sedan kalciumkarbonat, som fälls ut och färskvatten blir kvar. Avsaltning kan ske vid normala temperaturer och tryck och kräver inga membran. Jonbyte är också en effektiv metod för att få bort nitrat och organiskt material från vatten.
Jonbyteskromatografi bygger på principen av jonbyte och används vid analyser inom kemi. Inom biokemi används jonbyte för att separera delar av protein och DNA.
Inom metallindustrin används jonbytesprocesser för att separerat och rena metaller, som till exempel separera uran från plutonium. Jonbytesprocessen var länge det enda praktiska sättet att separera lantanoider och aktinoider i stora kvantiteter fram tills att lösningsmedel som extraktionsteknik börjades användas.
Kärnkraftindustrin använder sig av jonbyte vid separering av plutonium och uran från förbrukad bränsle från en kärnreaktor för att rena avfallet. Det utvunna plutonium och uran kan sedan användas till för att få ny kärnkraft. Denna metod kallas PUREX. Jonbyte används också till att separera liknande ämnen, som till exempel zirkonium och hafnium som också är viktiga inom kärnkraft. Jonbytesprocesser inom kärnkraftindustrin är främst vid omarbetning av kärnbränslen och vid behandling och rening av radioaktiva avfallet.

### Andra jonbytesprocesser och användningsområden
- Inom markvetenskap används ofta begreppet katjonbyteskapacitet.
- Vid sanering av förorenad mark inom geoteknik kan jonbytesprocesser användas för att rena från föroreningarna som finns i marken.
- Jonbyte kan användas för att få bort alkalijoner från en glasyta. Detta kallas dealkalisation.
- Vid framställningen av kemiskt härdat glas, för att få bort kalium- och natriumjoner.

## Användning inom VA
Jonbyte kan användas för att rena vatten från jonföreningar som kan vara skadliga för hälsan eller inneha oönskade egenskaper så som dålig lukt eller färg. Processen används främst inom dricksvattenberedning. Avloppsvatten innehåller högre halter av näringsämnen vilket minskar effektiviteten av rening.
Inom dricksvattenberedning används jonbyte främst till avhärdning samt avmineralisering. Jonbytet sker mellan en fast fas, jonbytaren, och den vattenfas som ska renas. På den fasta fasens yta finns funktionella grupper med en bestämd laddning. Bundet till sig sitter joner av motsatt laddning vilket neutraliserar det fasta ämnet. Jonbytaren är olöslig och kan antingen vara av naturligt material, som kaolinit, eller syntetiskt framställt, som en polymer resin. De syntetiska jonbytarna används i större utsträckning då de generellt har en större jonbyteskapactiet, kan modifieras och återställs lättare vid rening.
Precis som med sandfilter behöver jonbytare återställas när den har blivit mättad av de joner som ska renas ur vattnet. Joner kan då inte bindas till jonbytaren utan åker rakt igenom, vilket innebär att ingen rening sker. Jonbytare behöver då återställas och detta görs genom så kallad backspolning. De ackumulerad jonerna avlägsnas då genom att spola rent vatten med en koncentrerad lösning av de ursprungliga jonerna genom jonbytaren. För avloppsvattenrening behöver jonbytaren återställas relativt ofta vilket begränsar effektiviteten då processen behöver använda sig av rent vatten.